# Сатиричен филм
Сатиричните филми са филмов жанр със сатирично съдържание – комедии, насочени към осмиването на обществени явления.
Сатиричните филми често използват ирония и сарказъм, представяйки герои, взимащи себе си и положението си твърде сериозно. Сред най-популярните сатирични филми са „Булевардът на залеза“ („Sunset Boulevard“, 1950), „Военнополева болница“ („MASH“, 1970), Съперници („Election“, 1999), „8½“ („8½“, 1963), „Борат“ („Borat“, 2006), „Бърдмен“ („Birdman“, 2014).